# Pilica (Silésie)
Pilica est une ville de Pologne, située dans le sud du pays, dans la voïvodie de Silésie. Elle est le siège de la gmina de Pilica, dans le powiat de Zawiercie.

## Histoire
La présence d'une communauté juive dans la ville est mentionnée en 1581. En 1905, la ville est un centre célèbre du mouvement juif du hassidisme et des pèlerinages sont effectués sur la tombe de rabbins notables. En 1921, sur une population totale de 3 299 habitants, 1 877 sont membres de la communauté juive. La ville est occupée par les allemands en septembre 1939, 2 000 juifs sont enfermés dans un ghetto. En 1942, ils sont déportés au ghetto de Wolbrom puis vers les camps de concentration pour y être mis à mort.